# Гусаково (Черкасская область)
Гусако́во (укр. Гусакове) — село в Звенигородском районе Черкасской области Украины.
Население по переписи 2001 года, составляло 661 человек. По данным 2023 года население составляло 367 человек. Почтовый индекс — 20263. Телефонный код — 4740.

## История
Село было основано кошевым атаманом запорожской сечи Иваном Петровичем Гусем, примерно в 1691 году и до XIX века называлось Гусей хутор.
Преимущественно казаческое население не работало на местного, владеющего окрестными землями, графа Потоцкого, а занималось перевозкой собственного и панского хлеба в Одессу и Крым.
В архивных документах сохранились упоминания о селе во время наполеоновских войн 1812 года. А во второй половине XIX века сельчане участвовали предоставлением волов и млечных мажей в русско-турецкую войну и в войну на Балканах.
В XIX веке активно росла численность населения сельчан. Так, в 1864 году, когда Гусаково было ещё в статусе хутора, там проживало 1272 жителя. В 1900 году уже в статусе села численность населения выросла более чем на 1000 человек и имелось 382 двора.
После 1917 года усилиями Павла Русаливского в село приходило просвещение. Так до 1941 года там имелись хор и драматический кружок.
В 1937—1938 годах 18 сельчан стали жертвами репрессий.
Во время Великой Отечественной войны в Красной армии сражались 315 сельчан, из которых 158 были погибли, а 202 были удостоены различных военных наград. В послевоенный период в селе было установлена 2 памятника, связанных с военными действиями.
В 70 годы XX века в селе находился центр колхоза «Память Шевченко», у которого имелось 2,2 тысяч га сельскохозяйственных угодий, из которых 1,9 пахотных земель. Основной деятельностью сельчан были земледелие и животноводство. Также имелись пчеловодство и рыбная ловля. Были так же пилорама, мельница и винодельческий цех.
Из объектов инфраструктуры имелись восьмилетняя школа, дом культуры, библиотека с 11 тысячами книг, фельдшерско акушерский пункт и родильный дом.

### Современный период
В составе независимой Украины в селе появились открытые акционерные общества «Юг-Плюс» и «Гусаково». Также имеются 6 фермерских хозяйств, 33 единоличных крестьянских хозяйства. Были построены 2 продуктовых и 1 промтоварный магазины, детский сад «Колокольчик», общеобразовательная школа І—ІІ ступеней, фельдшерско-акушерский пункт.

## Местный совет
20263, Черкасская обл., Звенигородский р-н, с. Гусаково